# Przejście graniczne Porajów-Zittau
Przejście graniczne Porajów-Zittau – istniejące w latach 1992–2007 polsko-niemieckie drogowe przejście graniczne, położone w województwie dolnośląskim, powiecie zgorzeleckim, w gminie Bogatynia, w miejscowości Porajów.

## Opis
Przejście graniczne Porajów-Zittau z miejscem odprawy granicznej po stronie niemieckiej w miejscowości Zittau, zostało uruchomione w 1993. Czynne było całą dobę. Dopuszczone było przekraczanie granicy dla ruchu osobowego (bez autobusów) i mały ruch graniczny. Kontrolę graniczną, osób, towarów i środków transportu wykonywała Graniczna Placówka Kontrolna Straży Granicznej w Sieniwace. Do przejścia granicznego po stronie niemieckiej prowadziła droga S 132A.
21 grudnia 2007 na mocy układu z Schengen przejście graniczne zostało zlikwidowane.
Na przejściu tym z 20 na 21 grudnia 2007 odbyło się spotkanie szefów rządów Polski (Donald Tusk), Niemiec (Angela Merkel) i Czech (Mirek Topolanek) w związku z przystąpieniem Polski i Czech do układu Schengen.
W pobliżu znajdowało się przejście graniczne z Republiką Czeską, Porajów-Hrádek nad Nisou i odległość w linii prostej wynosiła nieco ponad 1500 metrów. Oba przejścia połączone były drogą powiatową, od której, mniej więcej w połowie, odchodziła brukowana droga prowadząca do trójstyku trzech granic, Niemiec, Polski i Czech.

## Galeria

Przejście graniczne Porajów-Zittau
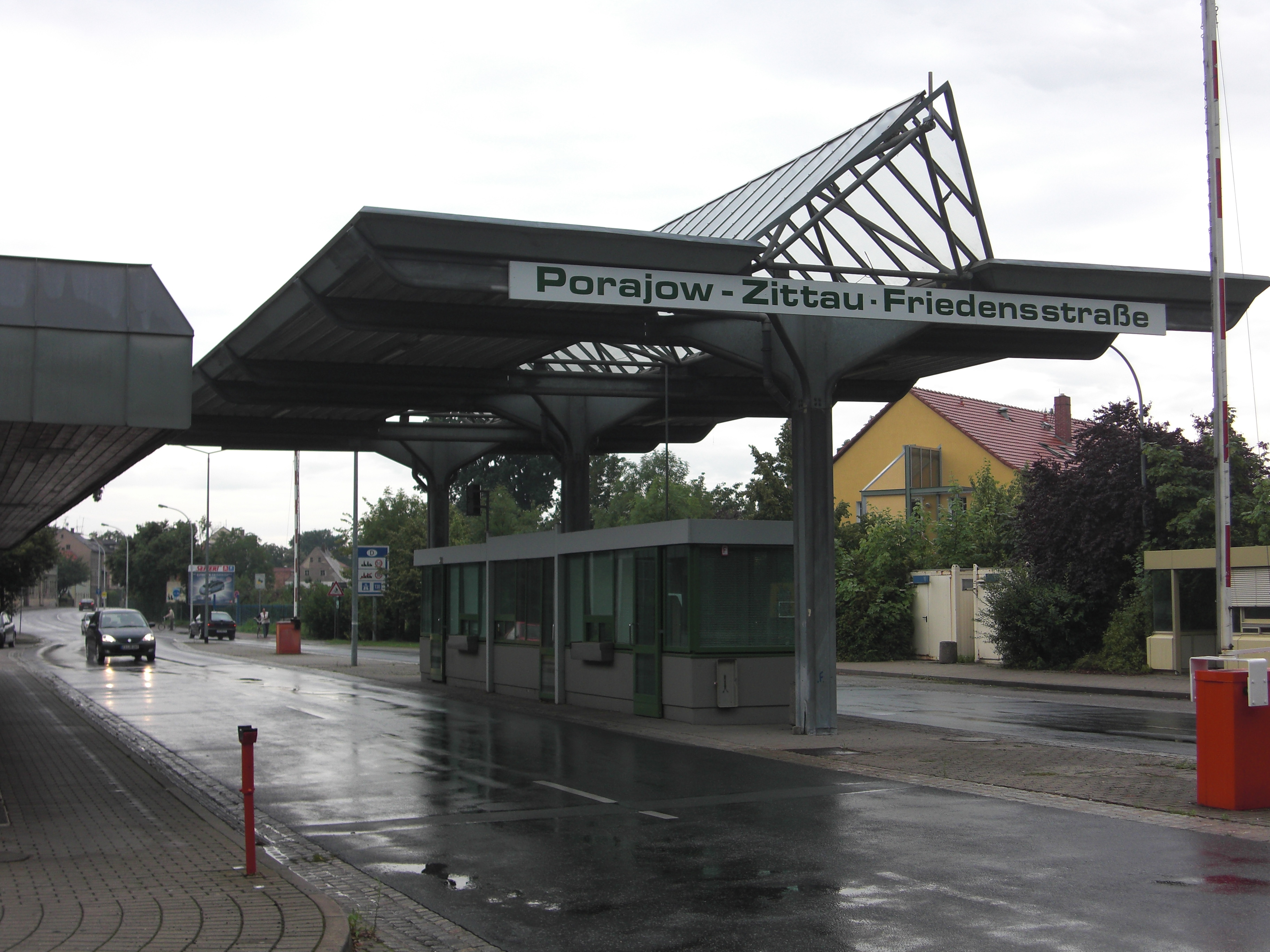
(lipiec 2008)
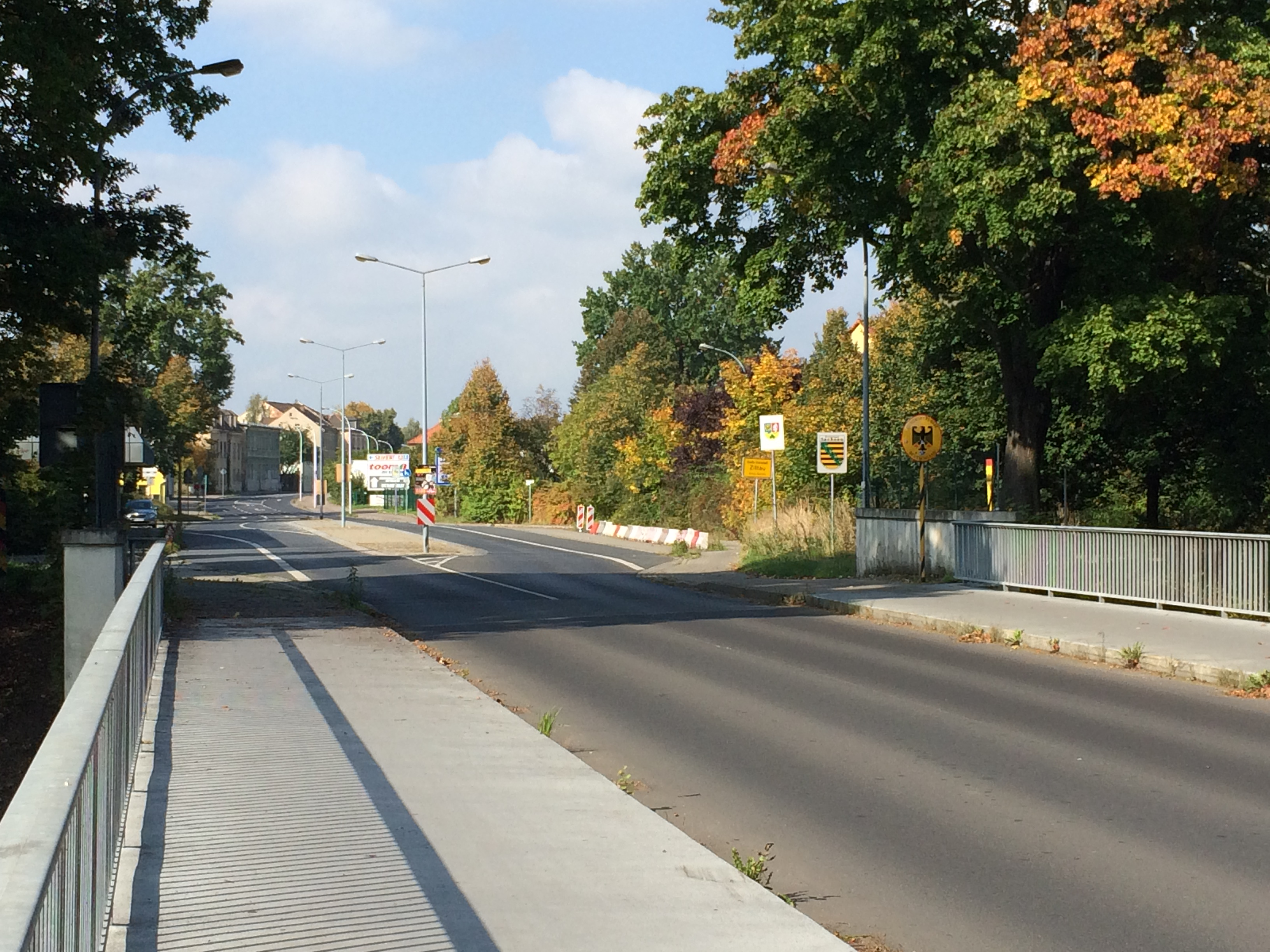
(październik 2014)